# Retinopathie
Retinopathie (retina, netvlies, -pathie, ziekte van) is een aantasting van het netvlies, het lichtgevoelige vlies achter in het oog. Dit is vaak een gevolg van schade aan kleine slagadertjes en haarvaten van het oog, wat vaak voorkomt bij slecht gereguleerde diabetes mellitus.
In de eerste 5 jaar van diabetes komt retinopathie maar zelden voor, maar in de verdere verloop van diabetes ontwikkelt iedereen dit ziektebeeld in zekere mate. Hoewel er geen reguliere medicijnen zijn is retinopathie door goed instelling van diabetes goed te voorkomen, en als het ontstaan is redelijk te behandelen, toch zijn in de westerse wereld oogafwijkingen ten gevolge van retinopathie de meest voorkomende oorzaak van blindheid.
Behalve als gevolg van diabetes komt retinopathie ook voor bij hypertensie, sikkelcelanemie en als gevolg van blootstelling aan direct zonlicht.